# Podhum (ort i Kroatien)
Podhum är en ort i Kroatien.   Den ligger i länet Gorski kotar, i den västra delen av landet, 130 km väster om huvudstaden Zagreb. Podhum ligger 288 meter över havet och antalet invånare är 1 350.
Terrängen runt Podhum är varierad. Runt Podhum är det glesbefolkat, med 20 invånare per kvadratkilometer. Närmaste större samhälle är Rijeka, 7,4 km sydväst om Podhum. I omgivningarna runt Podhum växer i huvudsak blandskog.